# Copa Interamericana 1980
La Copa Interamericana 1980 est la 8e édition de la Copa Interamericana. Cet affrontement oppose le club uruguayen du Nacional Montevideo, vainqueur de la Copa Libertadores 1980 au UNAM Pumas, club mexicain vainqueur de la Coupe des champions de la CONCACAF 1980.
Les rencontres ont lieu entre le 25 mars 1981 et le 13 mai 1981. En cas d'égalité de buts à l'issue des deux matchs, un match d'appui a lieu sur terrain neutre.
Les Pumas d'UNAM remportent cette compétition en gagnant le match d'appui 2-1 qui faisait suite à leur match aller-retour qui s'était achevé sur le score cumulé de 3-3.

## Contexte
Le Nacional Montevideo se qualifie pour cette Copa Interamericana en gagnant la Copa Libertadores 1980 grâce à sa victoire obtenue lors de la finale jouée contre le Sport Club Internacional (0-0 et 1-0). C'est la deuxième Copa Interamericana gagnée par le club uruguayen.
Pour sa part, le UNAM Pumas a gagné la zone Amérique du Nord de la Coupe des champions de la CONCACAF 1980 puis la poule finale face au SV Robinhood et aux Pumas UNAH (respectivement sur les scores de 3-0 et 2-0).

## Match aller
| 25 mars 1981 | UNAM Pumas                              | 3 – 1 | Nacional Montevideo | Stade olympique universitaire, Mexico                 |                                                       |
|              | Sánchez 5e · Ferretti 60e · Sánchez 85e |       | 57e Espárrago       | Spectateurs : 30 000 Arbitrage : Rómulo Méndez Molina | Spectateurs : 30 000 Arbitrage : Rómulo Méndez Molina |
|              | Rapport                                 |       |                     | Spectateurs : 30 000 Arbitrage : Rómulo Méndez Molina | Spectateurs : 30 000 Arbitrage : Rómulo Méndez Molina |

| UNAM Pumas :          |
| Jorge Espinoza        |
| Rafael Amador         |
| Jorge Paolino         |
| Gustavo Vargas        |
| Pablo Luna (pl)       |
| José Luis López       |
| Enrique López Zarza   |
| Manuel Manzo (en)     |
| Ricardo Ferretti (en) |
| Hugo Sánchez          |
| Manuel Negrete        |
| Entraîneur :          |
| Bora Milutinović      |

| Nacional Montevideo :           |     |     |
| Rodolfo Rodríguez               |     |     |
| José Hermes Moreira (es)        |     |     |
| Daniel Enríquez (es)            |     |     |
| Juan Carlos Blanco Peñalva (es) |     |     |
| Washington González (es)        | 87e |     |
| Denís Milar                     |     | 71e |
| Víctor Espárrago                |     |     |
| Arsenio Luzardo                 |     | 71e |
| Dardo Pérez                     |     |     |
| Waldemar Victorino              |     |     |
| Julio Morales                   |     |     |
| Remplaçants :                   |     |     |
| Víctor Cabrera                  |     | 71e |
| José Rosauro Cabrera            |     | 71e |
| Entraîneur :                    |     |     |
| Juan Martín Mujica              |     |     |

## Match retour
| 8 avril 1981 | Nacional Montevideo                                | 3 – 1 | UNAM Pumas | Stade Centenario, Montevideo                         |                                                      |
|              | W. Cabrera 70e · J.R. Cabrera 77e · W. Cabrera 81e |       | 87e Vargas | Spectateurs : 40 000 Arbitrage : José Roberto Wright | Spectateurs : 40 000 Arbitrage : José Roberto Wright |
|              | Rapport                                            |       |            | Spectateurs : 40 000 Arbitrage : José Roberto Wright | Spectateurs : 40 000 Arbitrage : José Roberto Wright |

| Nacional Montevideo :           |     |
| Rodolfo Rodríguez               |     |
| Juan Carlos Blanco Peñalva (es) |     |
| José Hermes Moreira (es)        |     |
| Daniel Enríquez (es)            |     |
| Héctor Mario Molina             |     |
| Denís Milar                     |     |
| Víctor Espárrago                |     |
| Arsenio Luzardo                 | 55e |
| Dardo Pérez                     | 55e |
| Rogelio Ramírez                 |     |
| Julio Morales                   |     |
| Remplaçants :                   |     |
| José Rosauro Cabrera            | 55e |
| Wilmar Cabrera                  | 55e |
| Entraîneur :                    |     |
| Juan Martín Mujica              |     |

| UNAM Pumas :          |     |
| Jorge Espinoza        |     |
| Rafael Amador         |     |
| Jorge Paolino         |     |
| Gustavo Vargas        |     |
| Pablo Luna (pl)       |     |
| Enrique López Zarza   | 87e |
| José Luis López       |     |
| Manuel Negrete        |     |
| Ricardo Ferretti (en) |     |
| Manuel Manzo (en)     |     |
| Hugo Sánchez          |     |
| Remplaçants :         |     |
| Mauricio Peña (en)    | 87e |
| Entraîneur :          |     |
| Bora Milutinović      |     |

## Match d'appui
| 13 mai 1981 | UNAM Pumas                | 2 – 1 | Nacional Montevideo | Los Angeles Memorial Coliseum, Los Angeles           |                                                      |
|             | Ferretti 69e · Vargas 89e |       | 62e J.R. Cabrera    | Spectateurs : 15 000 Arbitrage : José Roberto Wright | Spectateurs : 15 000 Arbitrage : José Roberto Wright |
|             | Rapport                   |       |                     | Spectateurs : 15 000 Arbitrage : José Roberto Wright | Spectateurs : 15 000 Arbitrage : José Roberto Wright |

| UNAM Pumas :          |
| Jorge Espinoza        |
| Rafael Amador         |
| Gustavo Vargas        |
| Jorge Paolino         |
| Pablo Luna (pl)       |
| Enrique López Zarza   |
| José Luis López       |
| Manuel Manzo (en)     |
| Manuel Negrete        |
| Hugo Sánchez          |
| Ricardo Ferretti (en) |
| Entraîneur :          |
| Bora Milutinović      |

| Nacional Montevideo :           |     |
| Rodolfo Rodríguez               |     |
| José Hermes Moreira (es)        |     |
| Aguirre                         |     |
| Juan Carlos Blanco Peñalva (es) |     |
| Wilmar Cabrera                  |     |
| Víctor Espárrago                |     |
| Arsenio Luzardo                 | 84e |
| José Rosauro Cabrera            |     |
| Alberto Bica (es)               |     |
| Eduardo de la Peña (en)         |     |
| Julio Morales                   |     |
| Remplaçants :                   |     |
| Denís Milar                     | 84e |
| Entraîneur :                    |     |
| Juan Martín Mujica              |     |